# Wissenschaft des Judentums

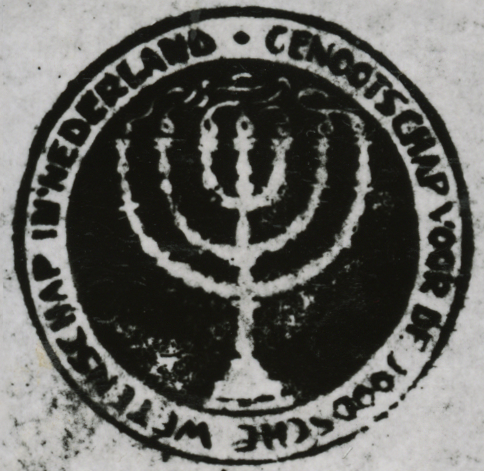
Tampon de la Société des sciences juives aux Pays-Bas, issu d'un livre pillé par les nazis et trié par le colonel Seymour Pomrenze

La Wissenschaft des Judentums (science du judaïsme) ou Hokhmat Israel en hébreu, a été fondée à Berlin en 1819. Elle intègre une approche historique et scientifique dans l’étude du judaïsme. Cette approche doit permettre la connaissance et la compréhension des valeurs juives aux non-Juifs. Elle vise à adapter les Juifs à la société allemande, en inscrivant leur histoire dans le cadre plus vaste de l’histoire allemande et européenne. Le regard porté sur le judaïsme est parfois agnostique, voire athée.

## LaWissenschaft des Judentumsallemande
La Wissenschaft des Judentums suit une démarche intellectuelle et scientifique, d'inspiration hégélienne. Elle vise à effectuer une synthèse des recherches dans des domaines aussi divers que la littérature talmudique, l'histoire de la littérature, la linguistique, la liturgie, l'islam, la philosophie, la statistique, et l'économie qui permettent d'éclairer tous les aspects du judaïsme. L’histoire juive commence à être étudiée selon des critères scientifiques: vérification des sources, exploitation des archives. Pour les fondateurs de la Wissenschaft des Judentums: Salomon Judah Rapoport (1790-1867), Samuel David Luzzatto (1800-1865) et Nachman Krochmal (1785-1840), il faut puiser aux sources littéraires et historiques du judaïsme  pour élaborer cette science. Leopold Zunz (1794-1886), le père fondateur l'affirme dans son livre Etwas über die rabinische Literatur (1818). la Wissenschaft des Judentums est à ses débuts, une sorte d'université libre, ouverte à un public allemand et dispensant ses cours en allemand. elle exerce une influence sur toute l'Europe.
Les principaux résultats des chercheurs ont paru dans la revue Monatsschrift für Geschichte un Wissenschaft des Judentums, créée en 1851 et publiée jusqu'en 1939.  La deuxième génération travaille principalement sur l’étude biblique : Zacharias Frankel (1801-1875) rédige une histoire de la Halakhah. Le rabbin Abraham Geiger (1810-1874) devient un artisan majeur du judaïsme réformé. C'est lui qui ouvre l'institut supérieur des études juives à Berlin, appelé à l'époque le collège Abraham Geiger.
La Wissenschaft des Judentums exclut de son champ d'étude des pans entiers de la mystique juive: la kabbale, le sabbatianisme et le hassidisme, les jugeant irrationnels, inexpliqués et de ce fait secondaires.
La fin du XIXe siècle et le début du XXe siècle sont marqués par des publications d'envergure comme la Jewish Encyclopedia (1901-1906) ou Histoire du peuple juif, sa religion, sa littérature et ses coutumes depuis l’Antiquité jusqu’à nos jours[réf. nécessaire]. 
La Wissenschaft des Judentums connaît ensuite un déclin. Les intellectuels juifs préfèrent l'intégration nationale à l'étude des choses juives. Les mouvements socialistes et révolutionnaires les entrainent vers d’autres thèmes de recherche et d’analyse (économie). Cependant, en 1933, un monument de la pensée juive est publié. Il s'agit de Die Philosophie des Judentums de Julius Guttmann.
De plus, la Wissenschaft des Judentums est interdite en Europe de l’Est où vit une partie importante des Juifs européens. L'opposition de certains Juifs orthodoxes est plus sensible. En 1942, les nazis ferment l'institut supérieur des études juives  mettant ainsi fin au mouvement.

## LaWissenschaft des Judentumsen France
La Wissenschaft des Judentums est fondée en France sur le modèle allemand vers 1850. La principale caractéristique réside dans le regard plus politique et positiviste que philosophique qu'elle porte sur sa propre tradition. Les savants israélites formés à l’école de la « Science du judaïsme »  achèvent leur carrière au sein des plus prestigieuses institutions académiques de la République française. Un philologue, Salomon Munk, remplace Ernest Renan au Collège de France, un historien et orientaliste, Joseph Derenbourg, est accueilli à l’École pratique des hautes études et un spécialiste de la Kabbale, Adolphe Franck, devient membre de l’Institut de France. Salomon Munk publie les Réflexions sur le culte des anciens Hébreux pour commenter la traduction de La Bible de Samuel Cahen. Il adopte une approche historique en expliquant que la Bible n'est pas tombée des nues et que les Hébreux sont souvent semblables à leurs voisins.
La science du judaïsme français a un aspect beaucoup plus politique que son homologue allemande. Les érudits cherchent davantage à justifier l'existence du judaïsme face à ses détracteurs en montrant l'universalisme de ses valeurs. Il y a identification entre la mission d'Israël et la mission des Droits de l'homme qui incombe à la France. Le judaïsme devient porteur de valeurs révolutionnaires. James Darmesteter affirme que: "l'histoire juive longe celle de l'humanité". En effet, le peuple juif présent à toutes les époques de l'histoire de l'Occident en a connu toutes les souffrances. L'histoire juive est donc par essence une histoire universelle. Pourtant, à la fin du XIXe siècle, le judaïsme français, conscient de sa fragilité est en plein doute. À partir des années 1870, le débat historiographique tourne autour du Moyen Âge. Les antisémites utilisent les stéréotypes de juif médiéval, usurier et auteur de crimes rituels. La Revue des études juives qui vient d'être fondée, s'emploie dans les années 1887 et 1888 à rétablir la vérité historique face aux divagations de Drumont dans La France juive. Le rôle de l'Église dans les persécutions dont sont victimes les Juifs est aussi mis en avant.
L'engagement aux côtés des républicains amènera la disparition de la science du judaïsme français et sa dilution dans les valeurs d'universalisme et de justice dont les dreyfusards se feront les hérauts, ce qui explique qu'ils se soient intégrés avec une aussi grande facilité au débat national.